# Onthophagus schwaneri
Onthophagus schwaneri es una especie de insecto del género Onthophagus, familia Scarabaeidae, orden Coleoptera.

Fue descrita científicamente por Snellen Van Vollenhoven en 1864.